# Danvou-la-Ferrière
Danvou-la-Ferrière est une ancienne commune française, située dans le département du Calvados en région Normandie, devenue le 1er janvier 2017 une commune déléguée au sein de la commune nouvelle de Les Monts d'Aunay.
Danvou-la-Ferrière est peuplée de 157 habitants.

## Géographie
La commune est au nord du Bocage virois, dans le Pré-Bocage, désignation récente, sorte de seuil du Massif armoricain. Son bourg est à 8,5 km au sud d'Aunay-sur-Odon, à 14 km à l'est du Bény-Bocage, à 19 km au nord-ouest de Condé-sur-Noireau et à 24 km au nord-est de Vire.
La commune se situe entre Vire (20 kilomètres) et Aunay-sur-Odon (7,5 kilomètres), aux confins du Bessin, de la Suisse normande et du Bocage virois. Danvou-la-Ferrière se trouve dans un paysage de collines, de bois, de haies bocagères, de rivières (haute vallée de la Druance) et de ruisseaux.
Danvou-la-Ferrière est dans le bassin de l'Orne, par son sous-affluent la Druance qui la traverse du nord au sud. Plusieurs de ses affluents parcourent le territoire communal dont un de ses bras qui marque une partie de la limite ouest, le Roucamps qui le délimite à l'est et le ruisseau de Vory qui rejoint la rivière au sud-ouest.
Le point culminant (298 m) se situe au nord-ouest de la commune, au centre du bois de la Ferrière. Le point le plus bas (177 m) correspond à la sortie de la Druance du territoire, au sud. La commune est bocagère.
| Ondefontaine                                                    | Ondefontaine        | Ondefontaine                  |
| Le Mesnil-Auzouf (sur quelques dizaines de mètres), Montchauvet | Danvou-la-Ferrière  | Roucamps, Saint-Jean-le-Blanc |
| Montchauvet                                                     | Saint-Jean-le-Blanc | Saint-Jean-le-Blanc           |

## Toponymie
Le nom de la localité est attesté sous les formes Dampvou au XIe siècle, Donnum Votum en 1294, Prebenda de Damnovoto au XIVe siècle, Dampvou en 1608.
Le toponyme Danvou serait un hagiotoponyme caché et proviendrait d'une contraction du latin dominus Victor par l'ancien français dam, « saint ».
Concernant La Ferrière-Duval, le toponyme est attesté sous la forme Ferreria vallis au XIe siècle. Comme tous les Ferrière, La Ferrière et Ferrières, il est dû à la présence et l'exploitation du fer, l'endroit étant sur une ligne ferrifère du synclinal bocain.
Le gentilé est Danvousiens.

## Histoire
Au Moyen Âge, sur le site de la Ferrière-du-Val, est implantée une forge qui fabrique du fer à partir de minerai extrait à Monbasq. En 1680, Henry de Matignon, comte de Thorigny, obtient par lettres patentes l'autorisation de créer une forge sur la Druance et traite le minerai extrait à Brémoy, Ondefontaine, Plessis-Grimoult et Saint-Rémy. Elle cessera ses activités sous le premier Empire. Les bâtiments sont alors transformés en moulin à huile puis moulin à grain.
À la création des cantons, en 1789, Danvou (« Danvon ») est chef-lieu de canton. Ce canton est supprimé lors du redécoupage cantonal de l'an IX (1801).
Saint Vigor, chanoine de Bayeux, patron collateur de la cure et d'une chapelle fondée dans l'église paroissiale avait son fief à Danvou et Ondefontaine.
En 1972, Danvou (137 habitants en 1968) s'associe à La Ferrière-Duval (49 habitants), au nord-ouest de son territoire. La fusion devient totale le 1er septembre 1977.

## Politique et administration
| Période                                  | Période       | Identité       | Étiquette | Qualité             |
| ---------------------------------------- | ------------- | -------------- | --------- | ------------------- |
| Les données manquantes sont à compléter. |               |                |           |                     |
| ?                                        | 1977          | René Hue       |           |                     |
| 1977                                     | mars 2001     | André Gautier  |           |                     |
| mars 2001                                | mars 2014     | Michel Rabache | SE        | Exploitant agricole |
| mars 2014                                | décembre 2016 | Myriam Picard  | SE        | Agricultrice        |

Le conseil municipal était composé de onze membres dont le maire et deux adjoints.

## Démographie
L'évolution du nombre d'habitants est connue à travers les recensements de la population effectués dans la commune depuis 1793. À partir du 1er janvier 2009, les populations légales des communes sont publiées annuellement dans le cadre d'un recensement qui repose désormais sur une collecte d'information annuelle, concernant successivement tous les territoires communaux au cours d'une période de cinq ans. 
Pour les communes de moins de 10 000 habitants, une enquête de recensement portant sur toute la population est réalisée tous les cinq ans, les populations légales des années intermédiaires étant quant à elles estimées par interpolation ou extrapolation. Pour la commune, le premier recensement exhaustif entrant dans le cadre du nouveau dispositif a été réalisé en 2007,.
En 2021, la commune comptait 157 habitants, en évolution de −4,27 % par rapport à 2015 (Calvados : +1,58 %, France hors Mayotte : +2,49 %).
Danvou a compté jusqu'à 378 habitants en 1831. Cette même année, La Ferrière-Duval égalait son maximum démographique déjà atteint en 1821 avec 180 habitants.
| 1793 | 1800 | 1806 | 1821 | 1831 | 1836 | 1841 | 1846 | 1851 |
| ---- | ---- | ---- | ---- | ---- | ---- | ---- | ---- | ---- |
| 377  | 362  | 355  | 325  | 378  | 354  | 339  | 357  | 321  |

| 1856 | 1861 | 1866 | 1872 | 1876 | 1881 | 1886 | 1891 | 1896 |
| ---- | ---- | ---- | ---- | ---- | ---- | ---- | ---- | ---- |
| 322  | 304  | 296  | 275  | 278  | 268  | 270  | 280  | 252  |

| 1901 | 1906 | 1911 | 1921 | 1926 | 1931 | 1936 | 1946 | 1954 |
| ---- | ---- | ---- | ---- | ---- | ---- | ---- | ---- | ---- |
| 228  | 212  | 223  | 210  | 206  | 188  | 180  | 162  | 154  |

| 1962 | 1968 | 1975 | 1982 | 1990 | 1999 | 2007 | 2012 | 2017 |
| ---- | ---- | ---- | ---- | ---- | ---- | ---- | ---- | ---- |
| 156  | 137  | 179  | 177  | 155  | 166  | 163  | 169  | 161  |

| 2019 | - | - | - | - | - | - | - | - |
| ---- | - | - | - | - | - | - | - | - |
| 158  | - | - | - | - | - | - | - | - |

| 1793 | 1800 | 1806 | 1821 | 1831 | 1836 | 1841 | 1846 |
| ---- | ---- | ---- | ---- | ---- | ---- | ---- | ---- |
| 164  | 161  | 177  | 180  | 180  | 161  | 130  | 107  |

| 1851 | 1856 | 1861 | 1866 | 1872 | 1876 | 1881 | 1886 |
| ---- | ---- | ---- | ---- | ---- | ---- | ---- | ---- |
| 111  | 101  | 97   | 102  | 97   | 106  | 104  | 111  |

| 1891 | 1896 | 1901 | 1906 | 1911 | 1921 | 1926 | 1931 |
| ---- | ---- | ---- | ---- | ---- | ---- | ---- | ---- |
| 93   | 103  | 85   | 83   | 72   | 70   | 55   | 74   |

| 1936 | 1946 | 1954 | 1962 | 1968 | - | - | - |
| ---- | ---- | ---- | ---- | ---- | - | - | - |
| 49   | 43   | 71   | 37   | 49   | - | - | - |

## Lieux et monuments
- Église Saint-Sauveur de La Ferrière-Duval (XVIe ou XVIIe siècle) en schiste et calcaire, avec son clocher-porche.
- Église Saint-Vigor de Danvou (XIXe siècle) à clocher-porche, en schiste et calcaire.
- Château de La Ferrière-du-Val (XVIIIe siècle). Il fut la possession du maréchal Grouchy, général en 1792 de Napoléon, qu'il accompagna dans la plupart de ses campagnes dont Waterloo. Banni à la chute de l'Empire, il gagne Philadelphie, où il reste cinq ans, avant d'être amnistié en 1821[19].
- Château du Hamel.
- Vestiges de camps romains qui attestent de l'occupation humaine du territoire à l'époque gallo-romaine.

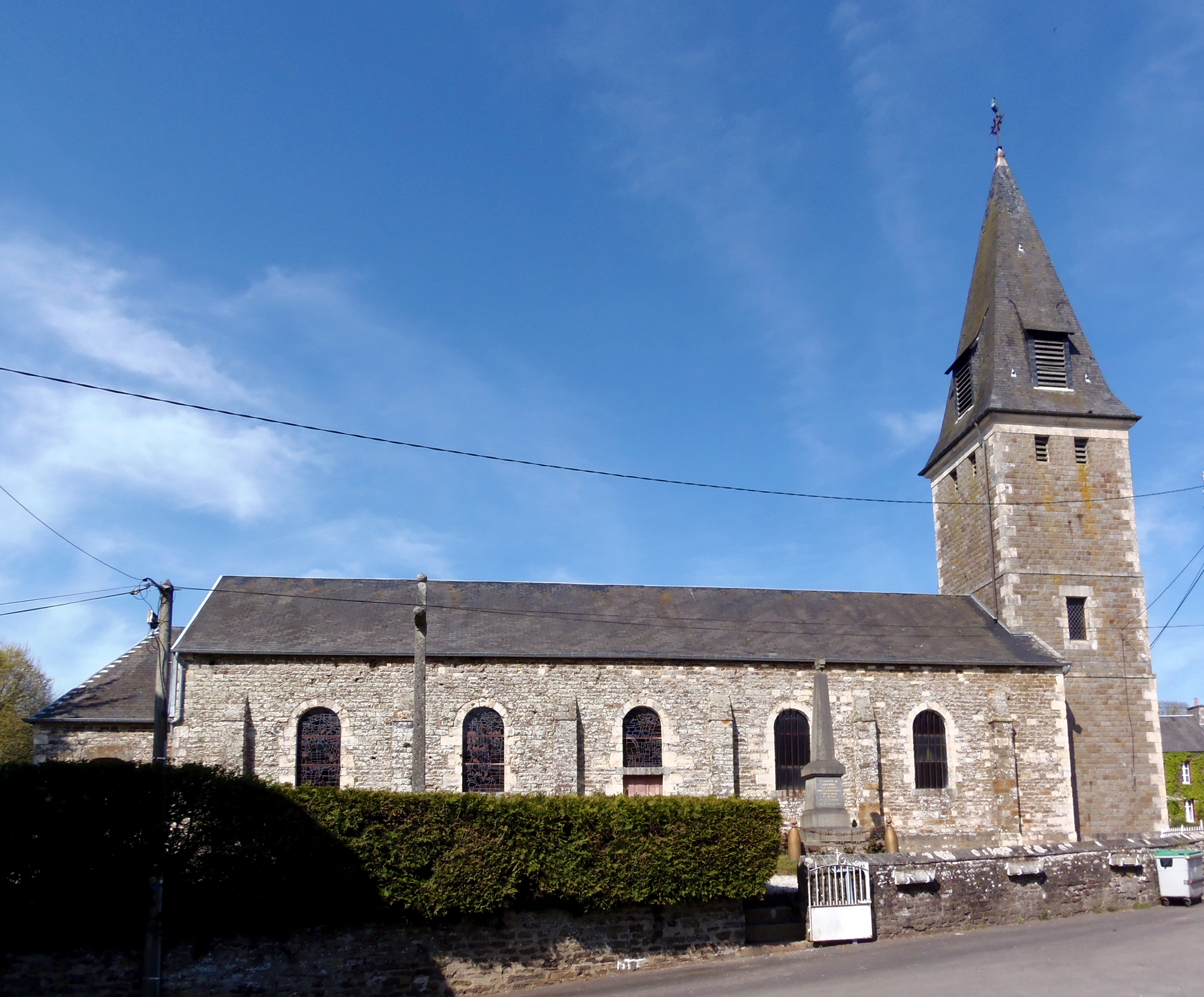
L'église Saint-Vigor.
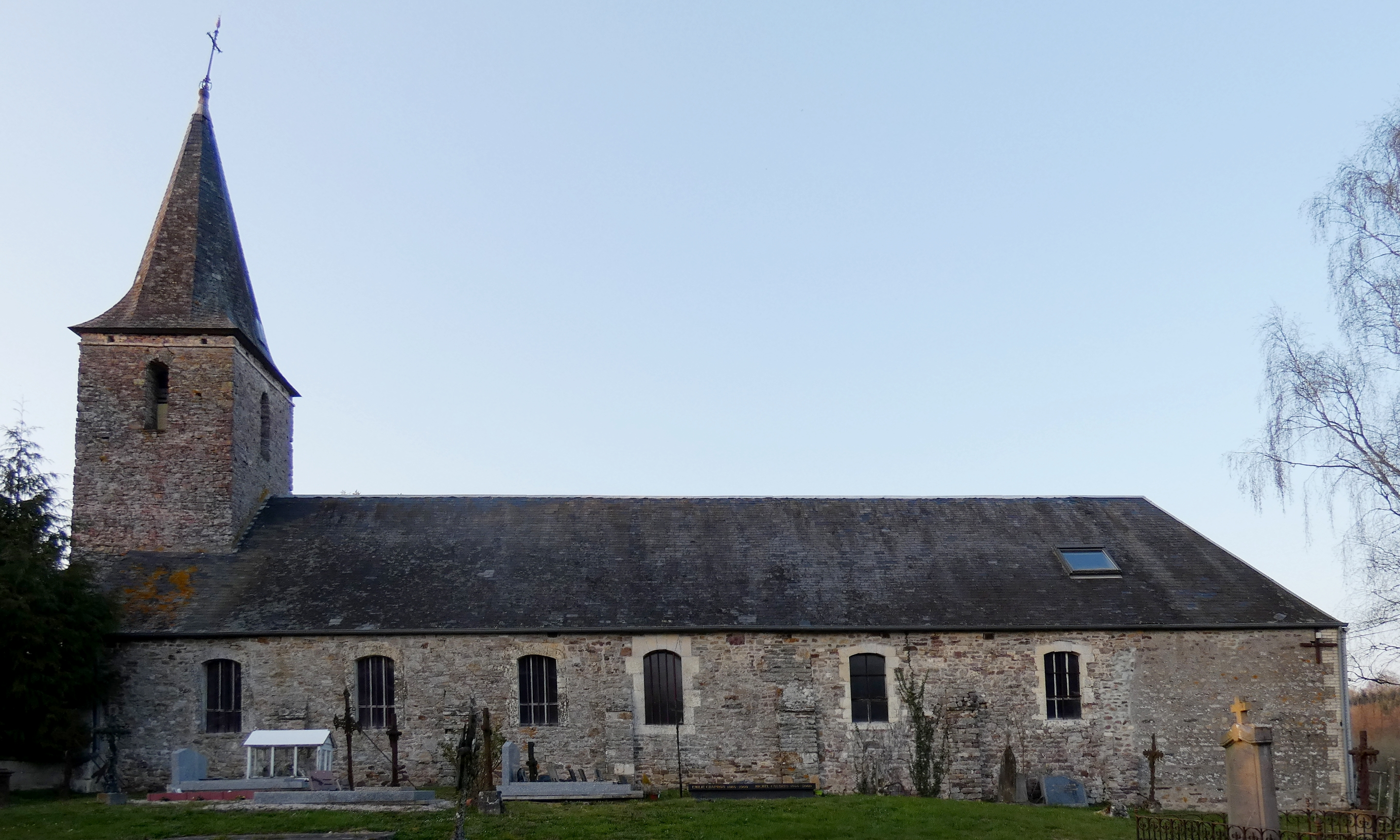
L'église Saint-Sauveur.

## Personnalités liées à la commune
Le maréchal de Grouchy a été propriétaire du château de La Ferrière Duval.